# ダッチ・サベージ
ダッチ・サベージ（Dutch Savage、本名：Frank Stewart、1935年6月9日 - 2013年8月3日）は、アメリカ合衆国のプロレスラー。ペンシルベニア州スクラントン出身。
1960年代から1980年代初頭にかけて、オレゴンやワシントンおよびカナダのバンクーバーなど太平洋岸北西部を主戦場に活躍した。

## 来歴
学生時代はアメリカンフットボールで鳴らし、卒業後はプロのフットボール・リーグに所属していたが、膝を故障してプロレスに転向。ハイスクールの友人でもあったザ・ケンタッキアンズのルーク・ブラウンのトレーニングを受け、1962年にジョージア州メイコンにてデビュー。
当時はルークにあやかり、ロニー・ブラウン（Lonnie Brown）と名乗っていた。以降、ミスター・X（Mr. X）やダッチ・シュルツ（Dutch Schultz）などとリングネームを変更した後、カンザスシティのNWAセントラル・ステーツ地区にてダッチ・サベージ（Dutch Savage）と改名。黒いロングタイツに口髭の大型ヒールとして活動した。
1966年はテキサス州西部のアマリロ地区で活動、1月12日にリッキー・ロメロからアマリロ版のNWA北米ヘビー級王座を奪取している。タッグではドン・ジャーディンと組んでドリー・ファンク・ジュニア&テリー・ファンクと抗争、総帥のドリー・ファンク・シニアをはじめ、ワフー・マクダニエルやジャック・ブリスコ、ダン・ミラー、ヘイスタック・カルホーンとも対戦した。1968年はAWAに参戦、クラッシャー・リソワスキー、イゴール・ボディック、マッドドッグ・バション、ドクターX、ビル・ワット、ラリー・ヘニング、ハーリー・レイス、ブラックジャック・ランザ、ロック・ロゴウスキー、レッド・バスチェンらと対戦している。
1960年代後半より、オレゴン州ポートランドやワシントン州シアトルを拠点とするパシフィック・ノースウエスト・レスリング（PNW）および同団体と提携関係にあったカナダ・バンクーバーのNWAオールスター・レスリング（ASW）に進出。以降、両エリアを主戦場とし、ASWではジン・キニスキーやドン・レオ・ジョナサン、ロッキー・ジョンソンらと抗争。1970年代に入るとベビーフェイスに転向し、PNWでは1970年12月から1977年8月にかけて、ムーンドッグ・メイン、ブル・ラモス、ジェシー・ベンチュラ、ロン・バスなどを破り、フラッグシップ・タイトルのNWAパシフィック・ノースウエスト・ヘビー級王座を通算7回獲得。タッグではジミー・スヌーカとのコンビで活躍した。1970年代末からは、当時売り出し中だったアドリアン・アドニスやロディ・パイパー、リック・マーテルとも共闘、キラー・ブルックス、ザ・シープハーダーズ、バディ・ローズ、エド・ウィスコスキーなどと抗争を展開している。
日本へは1967年5月、日本プロレスに初参戦。1970年4月の再来日ではドン・レオ・ジョナサン、クリス・マルコフ、ターザン・タイラー、ネルソン・ロイヤル、ポール・ジョーンズ、ザ・コンビクト、パンピロ・フィルポらと共に『第12回ワールドリーグ戦』に出場。ジャイアント馬場には敗退するも、アントニオ猪木と引き分け、坂口征二からは反則勝ちを収めるなどダークホースぶりを発揮して、外国人陣営ではジョナサンに次ぐマルコフと同点の2位の戦績を収めた。1971年の来日時はイワン・コロフと組み、7月1日に大阪府立体育館にてBI砲のインターナショナル・タッグ王座に挑戦している。1972年10月には全日本プロレスの旗揚げシリーズに、ブルーノ・サンマルチノ、フレッド・ブラッシー、テリー・ファンクらと共に参戦。以後、1974年2月と1975年2月にも全日本プロレスに登場し、日本プロレス時代を含め通算6回来日した。
1981年の引退後は不動産業に携わりつつ、ノースウエスト地区のプロレス中継のカラー・コメンテーターも担当していた。晩年は牧師に転身し、教役者となって活動していた。
2013年4月に脳卒中に見舞われ、左半身が麻痺した状態となって闘病生活を送った。同年8月3日、ワシントン州の病院で死去。78歳没。

## 得意技
- ダイビング・ニー・ドロップ
- パイルドライバー

## 獲得タイトル
NWAオールスター・レスリング
- NWAカナディアン・タッグ王座（バンクーバー版）：13回（w / ドン・ジャーディン、スタン・スタージャック×2、ジョン・トロス、ボブ・ブラウン×2、ビッグ・ジョン・クイン、スティーブン・リトルベア×4、ジン・キニスキー、ドン・レオ・ジョナサン）[17]
- NWA世界タッグ王座（バンクーバー版）：2回（w / ドン・ジャーディン）[18]

パシフィック・ノースウエスト・レスリング
- NWAパシフィック・ノースウエスト・ヘビー級王座：7回[7]
- NWAパシフィック・ノースウエスト・タッグ王座：12回（w / Beauregard、ムーンドッグ・メイン×2、スティーブン・リトルベア、ジミー・スヌーカ×6、ジョナサン・ボイド、スタン・スタージャック）[8]

NWAウエスタン・ステーツ・スポーツ
- NWA北米ヘビー級王座（アマリロ版）：1回[4]
- NWA北米タッグ王座（アマリロ版）：1回（w / ドン・ジャーディン）[19]

NWAミッドパシフィック・プロモーションズ
- NWAハワイ・ヘビー級王座：1回[20]

NWAトライステート
- NWA USタッグ王座（トライステート版）：1回（w / ルーク・ブラウン）[21]